# M理论
M理論（英語：M-theory）是物理學中將各種相容形式的超弦理論統一起來的理論。此理論最早由美國數學物理學家愛德華·威滕於1995年春季在南加州大學舉行的一次弦理論会议中提出。威滕的報告牽起了一股研究弦理論的熱潮，被稱為第二次超弦革命。
弦理論學者在威滕的報告之前已經識別出五種不同的超弦理論。儘管這些理論看上去似乎非常不一樣，但多位物理學家的研究指出這些理論有着微妙且有意義的關係。特別而言，物理學家發現這些看起來相異的理論其實可以透過兩種分別稱為S對偶和T對偶的數學變換所統合。威滕的猜想有一部份是基於這些對偶的存在，另有一部份則是基於弦理論與11維超重力場論的關係。
儘管尚未發現M理論的完整表述，這種理論應該能夠描述叫膜的二維及五維物體，而且也應該能描述低能量下的11維超引力。現今表述M理論的嘗試一般都是基於矩陣理論或AdS/CFT對偶。威滕表示根據個人喜好M應該代表Magic（魔術理論）、Mystery（神秘理論）或Membrane（膜理論），但應該要等到理論更基礎的表述出現後才能決定這個命名的真正意義。
有關M理論數學架構的研究已經在物理和數學領域產生了多個重要的理論成果。弦理論學界推測，M理論有可能為研發統合所有自然基本力的統一理論提供理論框架。當嘗試把M理論與實驗聯繫起來時，弦理論學者一般會專注於使用額外維度緊緻化來建構人們所處的四維世界候選模型，但是到目前為止，物理學界還未能證實這些模型是否能產生出人們所能觀測到（例如在大型強子對撞機中）的物理現象。

## 背景

### 量子引力与弦

弦理论的基本物体為开弦与闭弦。

现代物理学中一个最深层问题就是量子引力。现在对引力的理解是来自阿尔伯特·爱因斯坦的广义相对论，是经典物理学框架内的表述。然而，非引力的力则是由量子物理学的框架所描述，这是一套完全不同的表述，用於描述基於概率的物理现象。為了使广义相对论与量子力学原则一致，因此需要一套引力的量子理论，但当使用量子理论的平常方式去描述引力时就出现了难题。
弦理论是一种尝试使引力与量子力学一致的理论框架。粒子物理学的类点粒子在弦理论中被一种叫弦的一维物体所取代。弦理论描述弦是如何在空间中传播及与其他弦之间的相互作用。在某一个形式的弦理论中只会有一种弦，看起来可能像普通线的线圈或线段，而且能够以不同的方式振动。一根弦在比弦尺度大得多的距离下看起来就像是普通粒子，而其质量、电荷及其他性质则视乎弦的振动态而定。就这样所有不同的基本粒子都可以被视為振动的弦。弦的其中一个振动态產生引力子，它是一种承载引力的量子力学粒子。
弦理论共有多个形式：I型、IIA型及IIB型，还有杂交弦理论的两味（SO(32)和E8×E8）。这些不同的弦理论让不同型的弦及低能量时所產生的粒子出现不同的对称性。比方说，I型理论包括开弦（有末端的段）和闭弦（形成密闭的圈），但IIA和IIB型则只包括闭弦。这五种理论中的每一种都是由M理论不同的特殊极限个案所產生的。这种理论与它的前身弦理论一样，是引力的量子理论的一个例子。它用量子力学的规则描述了一种像人们所熟悉的引力那样的力。

### 维度数

紧緻化的例子：其中一维捲曲成圆环状的二维表面在远距离下看起来就像是一维的。

人们在日常生活中有熟悉的空间三维：长、闊、高。爱因斯坦的广义相对论把时间视作於空间三维同等的维度；时间和空间在广义相对论并不是分开的实体，而是统合成了四维时空。引力现象在这个框架下被视為时空几何的后果。
儘管四维时空能很好地描述宇宙，但是物理学家还是有多个理由去研究其他维度。一些个案中的不同维度数时空模型在数学上比较容易处理，而且能够更好地计算和更易瞭解整个模型。在凝聚态物理学中也有二维或三维时空能有用地描述现象的情况。最后还有实际上可以超过四维的情况，不过此时额外维度则需要避过观测。
弦理论和M理论的一个显著特徵就是需要额外的时空维度，以清除在数学上的矛盾。弦理论中的时空是10维的，而M理论的时空则為11维。為了使用这些理论来描述真实的物理现象，就必需想像这些额外维度不会被实验观测到的情况。
紧緻化是物理理论中一种修改维度数的方法。紧緻化假设一些额外维度被“捲曲”成圆环状。在这些被捲起的时空趋向於非常小的极限时，就能得有效时空维度数较低的理论。紧緻化可以通过考虑多维物件来解释，如橡胶水管。如果从足够距离外看橡胶水管的话，它看起来就只有一维，就是长度。然而，向水管靠近的话，就会发现它的第二维圆周。因此在橡胶水管表面爬行的蚂蚁能以二维方式移动。

### 对偶

弦理论对偶示意图。黄箭头代表S对偶。而蓝箭头则代表T对偶。M理论可以通过与这些对偶的组合来得出五种理论中任一种的等效理论。

从M理论不同极限所得出的理论之间实际上有着非常有意义的关係。这些不同的物理理论间其中一个能够存在的关係叫S对偶。一套理论中的一强相互作用粒子集，在某些个案下可被视為另一套完全不同理论中的一弱相互作用粒子集，这样的一种关係就是S对偶。笼统地来说，强相互作用粒子有着频密的结合和衰变，而弱相互作用粒子则并不经常。结果是I型弦理论在S对偶下与SO(32)杂交弦理论等效。而IIB型弦理论也类似地以S对偶与自身有意义地联繫着。
而不同弦理论间的另一种关係就是T对偶。这里要考虑的是在圆环状额外维度中传播的弦。T对偶中在半径為R的圆环中传播的弦与在半径為1/R中环状中传播的弦等效，即是说一种描述中的所有可观测量在对偶描述中都有对应量。例如，弦在圆环中传播时是有动量的，而它可以环绕圆环超过一次。弦环绕圆环的次数叫卷绕数。若一描述中弦的动量為p，卷绕数為n，则在对偶描述中它的动量為n，卷绕数為p。例如，IIA型弦理论在T对偶下与IIB型等效，而杂交弦理论的两个形式也是由T对偶所联繫。
“对偶”这个词一般来说指的是两个看起来不一样的物理系统原来是有意义的等效系统。若两种理论由对偶所联繫的话，则是指一种理论可以通过某些方式变换成与另一种理论看起来一样的理论。这样就可以说两种理论在变换下互為对偶。换句话来说，两种理论是同一现象的数学上不同的描述而已。

### 超对称
另一种对M理论起到作用的重要物理概念就是超对称。这是一种存在於某些理论中的数学关係，是联繫一种叫玻色子的粒子和另一种叫费米子的粒子的。笼统地来说，费米子是构成物质的，而玻色子则是传递相互作用的。在拥有超对称性的理论中，每一种玻色子都有对应的费米子，反之亦然。将超对称性作為局部对称时，所得的量子力学理论会自动包括引力。这样的理论叫超引力理论。
加入了超对称概念的弦理论叫超弦理论。超弦理论有数种不同的形式，全部都归入了M理论的框架。超弦理论在低能量时可用10维时空的超引力估算。类似地，M理论在低能量时则可用11维时空的超引力估算。

### 膜
在弦理论及如超引力理论的相关理论中，膜是一种将点的概念推广到更高维度的物体。比方说，点粒子可被视為零维上的膜，而弦则可被视為一维上的膜。同时，亦可考虑更高维的膜。它们在p维时就叫p膜。膜是动力学物体，因此它们能按照量子力学的规则在时空中传播。它们能够拥有质量及其他属性，例如电荷。p膜所扫出的p+1维体积叫“世界体积”。物理学家很多时候会研究与电磁场相似的场，而电磁场就是膜的世界体积内活动。“膜”一词（brane）是源自於二维的膜（membrane）。
在弦理论中產生基本粒子的基础物体為一维弦。儘管现时对M理论所描述的物理现象仍不是很瞭解，但是物理学家知道M理论所描述的是二维膜与五维膜。现时对M理论的绝大部份研究都是在尝试能更好地理解这些膜的性质。

## 歷史與發展

### 卡魯扎-克萊因理論
包括阿爾伯特·愛因斯坦和赫爾曼·閔可夫斯基在內的物理學家和數學家在二十世紀初期開拓出使用四維幾何來描述物理世界的手段。這些研究的頂點就是愛因斯坦的廣義相對論表述，把引力與四維時空的幾何聯繫起來。
廣義相對論的成功使得研究人員着手研究用更高的維度幾何來解釋其他力。西奧多·卡魯扎於1919年的研究指出，在五維時空中電磁力與引力會統合成一種力。這項研究後來被奧斯卡·克萊因改進，並指出卡魯扎提出的額外維度能夠以半徑為10−30公分的環狀形式存在。
不論是卡魯扎-克萊因理論還是愛因斯坦後來的嘗試，統一場論的開發從沒有完全成功過。失敗原因的其中一部份是因為克魯扎-克萊因理論預測了一種從未見過的粒子，而另一部份則是它不能正確預測電子的質量電荷比。而且開發這些理論的時候，其他物理學家才開始發現量子力學，也就是最終能成功描述像電磁力的已知力的理論，還有到二十世紀中期才被發現的新核力。因此幾乎過了五十年，物理學界才重新認真對待額外維度。

### 超引力的早期研究

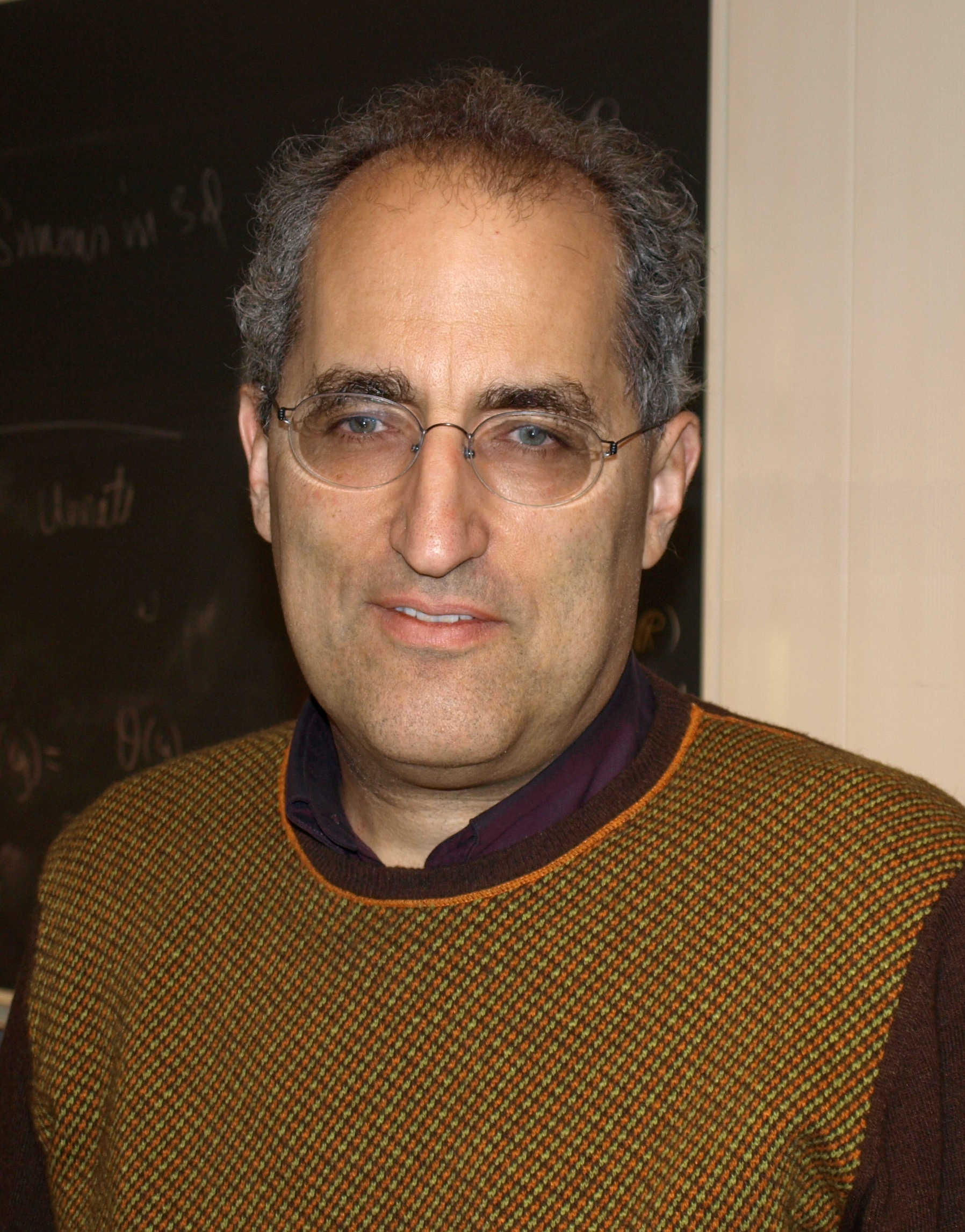
愛德華·威滕於1980年代對理解超引力理論作出了貢獻。他在1995年提出了M理論，啟動了第二次超弦革命。

新的概念和數學工具為廣義相對論帶來新鮮的見解，亦為1960至70年代帶來了現在被稱為廣義相對論的黃金時代的光景。物理學家在1970年代中開始研究將廣義相對論與超對稱的高維度理論，也就是所謂的超引力理論。
廣義相對論並沒有為時空可行的維度數設置極限。雖然它一般是用四維空間表述，但是要以同樣的方程式寫下任何維度數的引力場也是可能的。由於超引力理論為維度數設置了上限，因此限制較多。維爾納·納姆於1978年的研究證明了具一致性的超對稱理論的時空維度上限為11維。巴黎高等師範學校的歐仁·克勒默、伯納德·朱利亞和喬爾·謝克於同年證明了超引力不但允許最高11維，而且實際上維數最多時理論才是最優雅的。
不少物理學家最初希望透過緊緻化11維超引力，來使得建構四維世界的擬真模型變得可行。他們希望這種模型能為自然的四種基本力提供統一的描述，這四種基本力是電磁力、強和弱核力，以及引力。物理學界對11維超引力的興趣很快就因為發現了各種問題而衰減。其中一個問題就是物理定律看起來像是會分辨順時針及逆時針方向，這個現象又叫手徵性。愛德華·威滕與其他研究者發現緊緻化11維並不能輕易地導出手徵性。
由於弦理論能夠統合粒子物理學與量子引力，因此不少物理學家在1984年的第一次超弦革命期間都轉而研究弦理論。弦理論與超引力理論不同的是，它能夠容納標準模型的手徵性，同時又能得出與量子效應一致的引力理論。另一個讓物理學家們在1980至90年代對弦理論趨之若鶩的原因就是弦理論具有的高度唯一性。普通的粒子理論要考慮任何的粒子集時，就只需使用能描述該粒子集經典行徑的任意拉格朗日量。而弦理論的可能性就窄得多了：截至1990年代為止，弦理論只有五種自洽的形式。

### 弦理論間的關係
儘管自洽的弦理論種類并不多，但是存在不止一种自洽表述这点仍构成一個谜题。然而，當物理學家開始更仔細地檢驗這些理論時，他們發現這些理論的聯繫方式是既微妙又有意義的。
克勞斯·蒙托寧（Claus Montonen）與大衛·奧利夫於1970年代末為一些物理理論假設了一個屬性。這個假設的深度形式所考慮的是N=4超對稱楊米爾斯理論，它所描述的是夸克和膠子相近的粒子，而原子核就是由夸克和膠子所組成的。此理論中粒子間相互作用的強度由一個叫耦合常數的數所量度。蒙托寧與奧利夫的結果（也就是現在的蒙托寧-奧利夫對偶）說明了耦合常數為g的N=4超對稱楊米爾斯理論與耦合常數為1/g的同樣理論等效。也就是說，一個強相互作用的粒子系統（耦合常數大）在一個弱相互作用的粒子系統（耦合常數小）中有等效描述，反之亦然。
幾位物理學家在1990年代將蒙托寧-奧利夫對偶推廣成聯繫不同弦理論的S對偶。阿索克·森曾以四維雜交弦為背景來研究S對偶。克里斯·赫爾與保羅·唐森德成功證明了大耦合常數的IIB型弦理論與小耦合常數的同樣理論在S對偶下是等效的。理論物理學家們還發現了不同的弦理論是可以用T對偶來聯繫的。這種對偶意味着在不同時空幾何下傳播的弦可能在物理學上是等效的。

### 膜與五膜
弦理論延伸了普通的粒子物理學，它將零維的點粒子提升成一維的物體——弦。因此理論物理學家在1980年代末期就很自然地研究起用二維的超膜或更高維度的膜來取代粒子。這些物體早在1962年就已被保羅·狄拉克研究過，到了1980年代再有一群為數不多的熱心物理學家重新研究它們。
超對稱嚴重地限制了膜維度的可能數。埃里克·伯格雪夫（Eric Bergshoeff）、埃爾金·塞兹金（Ergin Sezgin）及保羅·唐森德於1987年證明了十一維的超引力能容納二維的膜。這些物體在直覺上看起來就像在十一維時空中傳播的紙張或薄膜。邁克爾·達夫、保羅·賀維（Paul Howe）、稻見武夫及凱洛格·斯蒂爾（Kellogg Steele）在這項發現後不久就研究了十一維其中一維捲成環狀的緊致化情況。在這個設定中可以設想薄膜包住環狀維度。若環狀的半徑足夠小的話，則此膜看起來就跟十維時空的弦一樣。達夫與他的研究夥伴實際上亦證明了這種構造所得出的正是IIA型超弦理論的弦。
安德魯·施特羅明格於1990年發表了相近的結果，指出使用5維的弱相互作用膜來描述10維的強相互作用弦可能可行。物理學家在剛開始時並不能證明這項關係，原因有二。一方面蒙托寧-奧利夫對偶當時仍待證明，另一方面5維膜的量子特性當時在技術上仍然存在不少疑問。上述兩項難題的第一項由阿索克·森於1993年解決，他確立了某些物理理論需要同時帶電荷和磁荷的物體方能成立，正如蒙托寧和奧利夫在研究中預測的那樣。
儘管研究取得了這樣的進展，弦與5維膜的間的關係依然是一項假說，這是因為物理學家仍未成功將膜量子化。邁克爾·達夫、拉姆兹·胡里（Ramzi Khuri）、盧建新、魯本·米納西安（Ruben Minasian）和他們的研究團隊從1991年開始研究弦理論的一種特殊緊殊化，它將10維中的4維捲起來。如果只考慮包圍這些額外維度的5維膜的話，則那膜就正如1維弦一樣。於是這樣的話就能將之前弦與膜間的假說關係簡化成弦與弦之間的關係，而後者可被用於測試已經確立的理論技巧。

### 第二次超弦革命

M理論、五種超弦理論與11維超引力之間關係的示意圖。陰影部份代表M理論中可行的一系列不同的物理情況。在以圖中尖端代表的某些極限個案中，可以使用圖中標記的六種理論中的其中一種來描述其物理。

普林斯頓高等研究院的愛德華·威滕在南加州大學1995年的弦理論研討會中講話時，提出了一套出人意表的理論，就是全部五種超弦理論實際上都是一種11維時空理論的不同極限個案。威滕的報告將之前關於S對偶、T對偶和弦理論含有二維和五維膜的全部研究成果都綁在一起了。互聯網在威滕報告後的數月內出現了數以百計的新論文，確認了膜在新理論中是有着重要角色的。今日這股研究熱潮被稱為第二次超弦革命。
在威滕報告後其中一項重要的發展就是1996年威滕與弦理論家彼得·霍扎瓦合作的研究。威滕與霍扎瓦使用了兩個10維邊界的分量來研究特殊時空幾何上的M理論。他們的研究為M理論的數學架構提供了線索，同時亦建議了如何把M理論與真實世界的物理聯繫起來。

### 命名的由來
一些物理學家最初指出新理論是膜的基本理論，但是威滕對理論中膜的角色存疑。霍扎瓦與威滕在1996年的一篇論文中寫道：
由於那種11維理論是超膜理論，但是仍然有理由去懷疑那個詮釋，我們會不負責地叫它作M理論，把M與membranes（膜）的關係留給未來解決。
在沒有理解M理論的真正意義和架構的情況下，威滕提議根據個人口味M應該代表Magic（魔術理論）、Mystery（神秘理論）或Membrane（膜理論），而這個命名的真正意義要等到理論更基礎的表述出現後才能下決定。

## 矩陣理論

### BFSS矩陣理論
矩陣在數學上是數字或其他數據的矩形陣列。矩陣理論在物理學上就是將矩陣標記用在數學表述中重要地方的某種物理理論。矩陣模型描述了在量子力學框架下一組矩陣的性質。
矩陣理論的一個重要例子就是由湯姆·班克斯、威利·費席勒、史蒂芬·申克爾和李奧納特·蘇士侃於1997年所提出的BFSS矩陣理論。這套理論描述了一組9個大型矩陣的性質。他們在論文中除了展示其他證明，還成功證明了11維超重力描述了這套矩陣理論的低能量極限。這些計算引導了他們提出BFSS矩陣理論與M理論完全等價。因此可以使用BFSS矩陣理論作為正確M理論表述的原型，以及在相對簡單的設定下研究M理論特性的工具。

### 非交換幾何學
在幾何學中引入座標一般都是有用的。例如，為了研究歐幾里得平面上的幾何，可以把平面上的所有點與一對軸之間的距離定義為坐標x和y。由於點的坐標在普通幾何中是一對數字，因此可以把它們相乘，而兩個座標的相乘結果並不取決於相乘的順序。那就是xy=yx。乘法的這種性質叫交換律，而幾何學與坐標的交換代數這個關係是大部份現代幾何學的起點。
非交換幾何學是一門嘗試歸納這個情況的數學分科。這門學科改為考慮乘法不遵從交換律的數字相近物件（也就是說xy不一定等於yx的物件），例如矩陣，而不使用普通數字。這門學科的研究者想像這些非交換物件是一些更通用化“空間”概念中的坐標，然後利用與普通幾何學間的對比來證明這些通用空間中的定理。
阿蘭·科納、邁克爾·R·道格拉斯和阿爾伯特·施瓦茨在1998年發表的論文中指出矩陣理論的某些方面是由非交換量子場論所描述，那套特殊理論中的空間坐標是不符合交換性質的。它一方面確立了矩陣理論和M理論之間的聯繫，另一方面也確立了矩陣理論和非交換幾何學的聯繫。這很快就導致了非交換幾何學和其他各種物理理論間的重要聯繫相繼被發現。

## AdS/CFT對偶

### 概述

由三角形和正方形於雙曲平面上組成的鑲嵌。

一些物體具有時間空間範圍，如電磁場等，而應用在這些物體上的量子力學就是量子場論。量子場論是粒子物理學研究基本粒子的基礎理論，而其中這些粒子是由基本場的激發所描述。而凝聚態物理學也會使用量子場論來模擬類似於粒子的準粒子。
物理學家們可以透過反德西特/共形場論（AdS/CFT）對偶來表述M理論及研究其性質。AdS/CFT對偶由胡安·馬爾達西那於1997年末提出，這項理論結果意味着在某些個案中M理論是等同於一種量子場論。AdS/CFT對偶除了為數學家和物理學家就弦和M理論的數學結構提供了啟發之外，它還為解決在傳統計算技巧無效區間中的量子場論提供了多方面的線索。
在AdS/CFT對偶中，時空的幾何是由愛因斯坦場方程中某些叫反德西特空間的真空解所描述。非常基本地來說，反德西特空間是一個數學模型，其中點與點間的距離概念（度規），與日常歐幾里德幾何中的距離概念不一樣。反德西特空間與雙曲空間有着密切的關係，而雙曲空間可用左圖的圓盤表示。左圖為由三角形和正方形所組成的密鋪。用某種方式可以為點間的距離下定義，使得所有三角形和正方形都是一樣大小的，並且圓周的外邊界與其內部任一點的距離為無限。

三維的反德西特空間就像是一疊雙曲圓盤，每一片圓盤代表某時間的宇宙態。可以使用這樣的時空來研究各種量子引力理論，例如M理論。

現在想像一疊雙曲圓盤，其中每一片圓盤代表某時間的宇宙態。而由此形成的幾何物體就是反德西特空間。它看起來像實心的圓柱體，其中每一片截面都是雙曲圓盤。右圖中時間以垂直方向行進。這圓柱體的表面在對偶中有着重要的角色。反德西特空間跟雙曲圓盤一樣，它的彎曲方式使得內部任何一點與邊界面的距離為無限遠。
這樣的結構雖然描述了只有二維空間加一維時間的假想宇宙，但還是可推廣至適用於任何維數。雙曲空間實際上是可以超過二維的，把這些雙曲空間“疊起來”就能形成反德特空間的高維度模型。
反德西特空間的重要特點在於其邊界（三維德西特空間的邊界看起來像圓柱體）。這種邊界有一個特性，就是在任何點的局部範圍都和閔考斯基時空很像，而閔考斯基時空就是非重力物理所用的時空模型。因此可以構建一套“時空”由反德西特空間邊界提供的輔助理論。而這項觀察正是對偶的起點，因為對偶把反德西特空間的邊界視為共形場論的“時空”。對偶主張共形場論相等於反德西特空間主體的重力理論，也就是說兩者可以像有“字典”的那樣將計算互相翻譯。一套理論中的每一件實體在另一套理論中都有對應的實體。比方說，重力理論中的單一粒子可能對應邊界理論中的某粒子集。此外，兩套理論的量化預測也是一致的，例如說重力理論中兩個粒子碰撞的概率是40%，那麼共形場論的對應粒子集碰撞概率也會是40%。

### 六維(2,0)超共形場論

六維的(2,0)理論可用於理解紐結理論的結果。

AdS/CFT對偶其中一項特別的實踐指出，積空間上AdS7×S4的M理論等同於6維邊界上所謂的(2,0)理論。這裏“(2,0)”指的是理論中出現的特定超對稱。在這個例子中，重力理論的時空實際上為7維（因此標記為AdS7），以及額外4維的“緊緻”維度（由S4表示）。由於時空在現實世界中是4維的，最少在宏觀上是這樣的，因此對偶的這個形式並不能作為重力的現實模型。同樣道理，由於對偶另一邊的理論所描述的是6維世界，因此不能作為任何現實世界系統的可行模型。
然而，物理學家們已經證實(2,0)理論對研究量子場論的一般性質有重要作用。這套理論確實包括了不少數學上有趣的有效場論，而且引出了聯繫這些場論的新對偶。例如，路易斯·阿爾達伊（Luis Alday）、大衛·格約托和立川裕二（Yuji Tachikawa）證明了把曲面上理論緊緻化後，得出的是一種4維量子場論，而且還找到一種聯繫這套理論的物理和某些與曲面本身有關的物理概念的對偶，叫AGT對偶。理論學者們最近把這些概念開拓至研究以緊緻化降至3維的理論。
(2,0)理論除了在量子場論的應用之外，它還在純粹數學中衍生出重要結果。例如，威滕使用(2,0)理論的存在性來為數學中一種叫幾何朗蘭兹綱領的假想關係作出“物理”解釋。威滕在後續的研究中證明了(2,0)理論可用於理解一種叫霍瓦諾夫同調的數學概念。霍瓦諾夫同調由米哈伊爾·霍瓦諾夫於2000年前後開發，是紐結理論的工具，紐結理論是研究各種不同紐結形狀並將之分類的數學分科。數學上(2,0)理論的另一種應用則是大衛·格約托、葛雷格·穆爾和安德魯·奈茨克（Andrew Neitzke）的研究，使用物理概念來推導出超凱勒幾何內的新成果。

### ABJM超共形場論
AdS/CFT對稱的另一項實踐，就是指出AdS4×S7等同於3維上一種叫ABJM理論的量子場論。在這個形式的對偶中，M理論中其中7維捲了起來，餘下非緊緻化的4維。由於人們所處的宇宙的時空為4維，所以這個形式的對偶給出了某程度上較真實的重力描述。
在這個形式的對偶中出現的ABJM理論還有其他各種有趣的理由。由奧弗爾·阿哈羅尼（Ofer Aharony）、奧朗·伯格曼（Oren Bergman）、丹尼爾·賈弗里斯（Daniel Jafferis）和胡安·馬爾達西那開拓的ABJM理論，與另一種量子場論
陳-西蒙斯理論有着密切的關係。後者因其與紐結理論而被威滕於1980年末推廣開來。除此之外，ABJM理論還被用於解決凝聚態物理學難題用的半現實模型。

## 唯象學

### 概述

卡拉比-丘流形的截面。

M理論除了是一門吸引了巨大研究興趣的理論學科，還為真實世界物理模型的構築提供了結合廣義相對論和粒子物理學標準模型的框架。唯象學是物理學家利用較理論化的概念來構建真實自然模型的理論物理學分科。而弦唯象學則是弦理論中嘗試構建出基於弦和M理論的現實粒子物理模型的部份。
這些模型一般都是基於緊緻化。物理學家們以弦或M理論的10或11維空間為出發點，假定出額外維度的形狀。他們能透過所選取的大概形狀，構建出與粒子物理學標準模型粗略相近的模型，模型裏面還包括着未被發現的粒子，這些粒子一般都是與已知類似的粒子的超對稱伴子。其中一種從弦理論中推導出現實物理的常用方法就是以10維雜交理論為起點，並假設其6維額外維度的形狀類似於6維的卡拉比-丘流形。它是一種特殊的幾何形體，以數學家歐金尼奧·卡拉比和丘成桐命名。卡拉比-丘流形為從弦理論中提取現實物理提供了不少途徑。其他相近的方法可用於以M理論來構建出能某程度重現4維世界物理的模型。
一方面是因為理論和數學上的難點，而另一方面則是因為測試這些理論所需的實驗溫度極高（比可預見的將來中技術上可行的還要高），所以現時並沒有實驗證據能一致地指出這些模型中的任一種是自然基礎的正確描述。因此引起了社群中的一部份人批評這種統一手法，以及質疑繼續研究這種難題的價值。

### G2流形的緊緻化
理論學者研究弦唯象學的另一手法，就是假設M理論7維額外維度的形狀與G2流形相似。這是一種由牛津大學數學家多米尼克·喬伊斯所構建的特殊7維形體。由於現時在數學上對G2流形的理解仍然很有限，因此物理學家要充份地開發這種弦唯象學的手法很有難度。
比方說，數學家和物理學家常常對空間假設一項叫“光滑”的數學特性，但如果想從G2流形中得出4維世界的物理就不能假設這特性存在。另一個難題就是G2流形並不是複流形，因此物理學家在此不能使用數學分科複分析的工具。還有決定性的難題是G2流形在存在性、唯一性和性質上都有不少的未決問題，而且數學家還沒有一套對這種流形的系統性搜尋方式。

### 雜交M理論
由於G2流形有着不少的難點，因此嘗試以M理論來構建現實物理理論時，主要都是用11維時空緊緻化這種較直接的方式。威滕、霍扎瓦、伯特·奧夫拉特及其他研究者開發了一種叫雜M交理論的方法。這個方法把M理論11維中的其中1維想像成環狀。若環狀很小的話，則時空實際上變成了10維。然後就可以假設10維中的6維形成了卡拉比-丘流形。若這個卡拉比-丘流形也被視為微小的話，則所得的理論為4維。
雜交M理論已被用於構建膜宇宙學的模型，其中可觀測宇宙被視為存在於高維度環繞空間的一張膜上。它還衍生出不需要依賴宇宙暴漲理論的另類早期宇宙理論。

### 資料來源
1. 1 2  Duff 1996，sec 1.
2. ↑  Zwiebach 2009，第324頁.
3. 1 2  Becker, Becker & Schwarz 2007，第12頁.
4. ↑  Wald 1984.
5. ↑  Zee 2010，Part V and VI.
6. ↑  Zwiebach 2009，第9頁.
7. ↑  Zwiebach 2009，第6頁.
8. ↑  Yau & Nadis 2010，Ch. 6.
9. ↑  Becker, Becker & Schwarz 2007，第339-347頁.
10. 1 2  Becker, Becker & Schwarz 2007.
11. ↑  Zwiebach 2009，第376頁.
12. 1 2  Duff 1998，第64頁.
13. ↑  Moore 2005.
14. ↑  Yau & Nadis 2010，第9頁.
15. 1 2  Yau & Nadis 2010，第10頁.
16. ↑  Yau & Nadis 2010，第12頁.
17. ↑  Yau & Nadis 2010，第13頁.
18. ↑  Wald 1984，第3頁.
19. ↑  van Nieuwenhuizen 1981.
20. ↑  Nahm 1978.
21. ↑  Cremmer, Julia & Scherk 1978.
22. 1 2 3 4 5 6  Duff 1998，第65頁.
23. ↑  Duff 1998.
24. ↑  Montonen & Olive 1977.
25. 1 2  Duff 1998，第66頁.
26. ↑  Sen 1994a.
27. ↑  Sen 1994b.
28. ↑  Hull & Townsend 1995.
29. 1 2  Duff 1998，第67頁.
30. ↑  Dirac 1962.
31. ↑  Bergshoeff, Sezgin & Townsend 1987.
32. ↑  Duff et al. 1987.
33. ↑  Strominger 1990.
34. ↑  Duff 1998，第66-67頁.
35. ↑  Sen 1993.
36. ↑  Witten 1995.
37. ↑  Duff 1998，第67-68頁.
38. ↑  Becker, Becker & Schwarz 2007，第296頁.
39. 1 2  Hořava & Witten 1996a.
40. ↑  Hořava & Witten 1996b.
41. ↑  Duff 1998，第68頁.
42. 1 2  Banks et al. 1997.
43. 1 2  Connes, Douglas & Schwarz 1998.
44. ↑  Connes 1994，第1頁.
45. ↑  Connes 1994.
46. ↑  Nekrasov & Schwarz 1998.
47. ↑  Seiberg & Witten 1999.
48. 1 2  Maldacena 1998.
49. ↑  Klebanov & Maldacena 2009.
50. ↑  Klebanov & Maldacena 2009，第28頁.
51. 1 2 3  Maldacena 2005，第60頁.
52. 1 2  Maldacena 2005，第61頁.
53. ↑  Zwiebach 2009，第552頁.
54. ↑  Maldacena，第61-62頁.
55. ↑  Alday, Gaiotto & Tachikawa 2010.
56. ↑  Dimofte, Gaiotto & Gukov 2010.
57. ↑  Witten 2009.
58. ↑  Witten 2012.
59. ↑  Khovanov 2000.
60. ↑  Gaiotto, Moore & Neitzke 2013.
61. 1 2  Aharony et al. 2008.
62. ↑  Witten 1989.
63. ↑  Dine 2000.
64. ↑  Candelas et al. 1985.
65. ↑  Yau & Nadis 2010，第ix頁.
66. ↑  Yau & Nadis 2010，第147-150頁.
67. ↑  Woit 2006.
68. ↑  Yau & Nadis 2010，第149頁.
69. 1 2 3 4 5  Yau & Nadis 2010，第150頁.

## 參閲
- 弦理論
- 超弦理論
- 弦對偶
- 膜 (物理學)
- M2膜
- M5膜

## 外部連結
- Superstringtheory.com （页面存档备份，存于） – The "Official String Theory Web Site", created by Patricia Schwarz. References on string theory and M-theory for the layperson and expert.
- Not Even Wrong （页面存档备份，存于） – Peter Woit's blog on physics in general, and string theory in particular.

### 通俗文化
- bbc-horizon: parallel-uni （页面存档备份，存于） – 2002 feature documentary by BBC Horizon, episode Parallel Universes focus on history and emergence of M-theory, and scientists involved.
- pbs.org-nova: elegant-uni （页面存档备份，存于） – 2003 Emmy Award-winning, three-hour miniseries by Nova with Brian Greene, adapted from his The Elegant Universe (original PBS broadcast dates: October 28, 8–10 p.m. and November 4, 8–9 p.m., 2003).